# Xiquiripat
Xiquiripat é, na mitologia maia, uma criatura de carácter demoníaco; em outras palavras, é uma das doze criaturas que habita no sub-mundo de Xibalbá. Esta criatura era para os maias, a causadora dos derramamentos de sangue entre os homens.